# Liste der römischen militärischen Ausrüstungsgegenstände
In der Liste der römischen militärischen Ausrüstungsgegenstände sind militärische Ausrüstungsgegenstände aus dem antiken römischen Reich in alphabetischer Sortierung aufgelistet. Eine thematisch gegliederte Übersicht findet sich im Artikel Römische Militärausrüstung. 

## A
- Aklys (Speer)
- Amentum (Speerschleuder)
- Arcus (Waffe) (Bogen)
- Aquila (Standarte)

## B
- Balliste (Wurfmaschine)
- Beinschiene (Rüstung)

## C
- Caliga (Sandale)
- Cassis (Helm)
- Cinctorium (Gürtel)
- Cingulum militare (Gürtel)
- Coolus (Helm)
- Crista (Helm)
- Clipeus (Schild)
- Corvus (Waffe) (Enterbrücke)

## D
- Dolabra (Axt)

## F
- Feminalia (Hose)
- Focale (Schal)
- Furca (Tragestange)
- Falx (Sichel)
- Funda (Schleuder)

## G
- Gaesum (Speer)
- Galea (Helm)
- Galerus (Schulterschutz)
- Gladius (Waffe) (Schwert)

## H
- Hasta (Lanze)

## K
- Kestrosphendon (Schleuder)
- Kettenrüstung
- Klappenpanzer
- Krähenfuß

## L
- Lamellenpanzer
- Loculus (Tasche)
- Lorica Hamata
- Lorica Plumata
- Lorica Segmentata
- Lorica Squamata

## M
- Manica (Waffe) (Armschutz)
- Montefortino (Helm)
- Muskelpanzer

## O
- Ocrea (Beinschiene)
- Onager (Wurfmaschine)

## P
- Paludamentum (Mantel)
- Palintona (Wurfmaschine)
- Parazonium (Dolch)
- Parma (Waffe) (Schild)
- Pluteus (Schutzwand)
- Pteryges (Lederschutz)
- Pilum (Speer)
- Plumbata (Speer)
- Pugio (Dolch)
- Pugnum (Schild)

## R
- Römische Schere

## S
- Sagum (Mantel)
- Sarcina (Marschgepäck)
- Schuppenpanzer
- Scutum (Schutzwaffe) (Schild)
- Subarmalis (Panzer)
- Schleuderblei
- Schwert des Tiberius
- Spiculum (Waffe) (Speer)
- Stockschleuder (handliche Schleuder)
- Sica (Waffe) (Kurzschwert)

## T
- Tibialia (Socke)
- Tunika (Hemd)

## V
- Verutum (Speer)
- Vitis (Rangabzeichen) (Stab, Rangabzeichen des Centurio)

## W
- Weisenau (Helm)